# Vaidasoo
Vaidasoo är en ort i Estland. Den ligger i Rae kommun och landskapet Harjumaa, i den centrala delen av landet, 23 km sydost om huvudstaden Tallinn. Vaidasoo ligger 55 meter över havet och antalet invånare är 108.
Terrängen runt Vaidasoo är mycket platt, och sluttar norrut. Runt Vaidasoo är det ganska glesbefolkat, med 27 invånare per kvadratkilometer. Närmaste större samhälle är Kohila, 18,4 km sydväst om Vaidasoo. I omgivningarna runt Vaidasoo växer i huvudsak blandskog.